# Bicudo-do-algodoeiro
O bicudo-do-algodoeiro (Anthonomus grandis) é um besouro da família dos curculionídeos, originário da América Central, de coloração cinzenta ou castanha e mandíbulas afiadas, utilizadas para perfurar o botão floral e a maçã dos algodoeiros. É tido como uma importante praga agrícola nos E.U.A., e a espécie foi introduzida no Brasil em 1983, causando prejuízos nas plantações de algodão do Nordeste. Seus sintomas são nitidamente visíveis.
Diz-se que o nome "bicudo-do-algodoeiro" foi atribuido pelo entomologista Dr. Geraldo Calcagnolo na década de 80.